# Wicd
Wicd, un acrónimo que significa "demonio de conexión de interfaz inalámbrica", es una utilidad de software de código abierto para gestionar redes inalámbricas y cableadas en Linux. El proyecto empezó a finales de 2006 con la creación de un programa llamado Connection Manager, del cual finalmente derivaría Wicd. Wicd provee una interfaz sencilla para conectarse a alguna red con una amplia variedad de ajustes y configuraciones.
Wicd sólo puede conectarse automáticamente a las redes inalámbricas que se hayan especificado y nunca se conecta automáticamente a una red desconocida.
Wicd soporta la encriptación inalámbrica usando el paquete wpa_supplicant. Los usuarios pueden diseñar sus propias plantillas, los cuales pueden ser utilizados por Wicd para conectar a una gran cantidad de redes que utilizan cualquier tipo de encriptación soportada por wpa_supplicant. 
Wicd está dividido en dos componentes importantes: el demonio, y la interfaz de usuario. Estos dos componentes se comunican vía D-Bus. Este diseño deja la interfaz de usuario para correr como un usuario estándar, y el demonio para correr como superusuario, así que el usuario puede cambiar la red inalámbrica sin saber la contraseña de root. El diseño de división en GUI/demonio diseño también permite a una persona escribir una nueva interfaz a Wicd daemon, como wicd-qt. Existen también otras interfaces disponibles para muchos entornos de escritorio como GNOME, Xfce, y Fluxbox.
Wicd está actualmente disponible en algunas distribuciones, como Gparted, Slackware, Zenwalk Linux, Arch Linux, Debian, y Gentoo Linux.